# Reiterstandbild der Helden des Befreiungskrieges des ukrainischen Volkes
Koordinaten: 48° 20′ 40,9″ N, 33° 30′ 6″ O

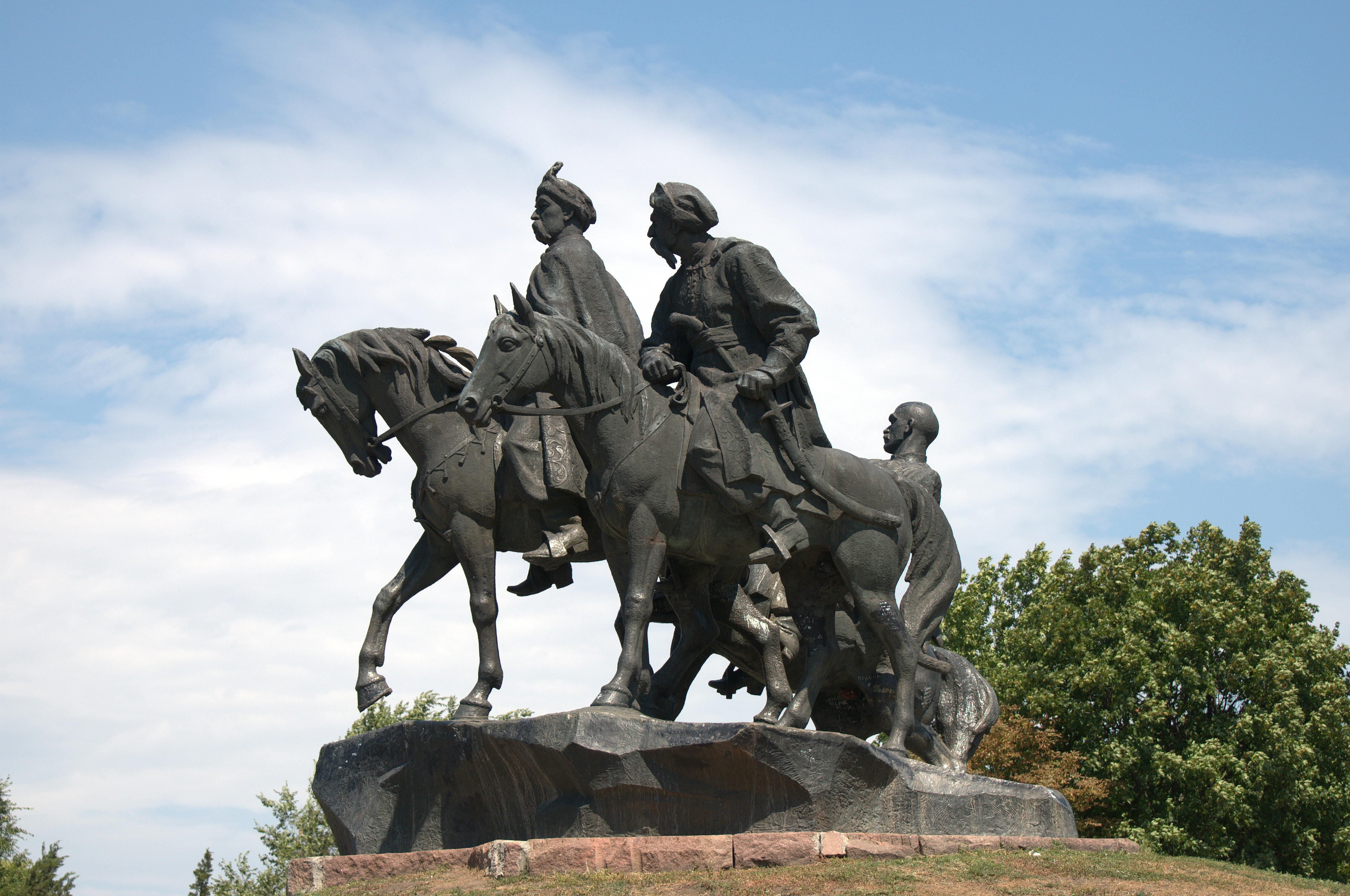
Reiterstandbild der Helden des Befreiungskrieges des ukrainischen Volkes 1648–1654

Das „Reiterstandbild der Helden des Befreiungskrieges des ukrainischen Volkes 1648–1654“ (ukrainisch Героям визвольної війни українського народу 1648-1654 років) ist ein Reiterstandbild und Wahrzeichen der Stadt Schowti Wody in der Ukraine.
Die sich im Ehrenpark, dem zentralen Park der Stadt, befindliche Skulpturengruppe stellt die drei Saporoger Kosaken Maksym Krywonis, Bohdan Chmelnyzkyj und Iwan Bohun dar, die den Chmelnyzkyj-Aufstand gegen die Adelsrepublik Polen-Litauen anführten.
Die erste Schlacht dieses von 1648 bis 1654 stattgefundenen und als „Befreiungskrieg des ukrainischen Volkes“ bezeichneten Aufstandes fand bei Schowti Wody statt.
Die Bildhauer des im Sommer 1998 eingeweihten Standbildes waren Anatolij Juchymowytsch Bilostozkyj und O. O. Suprun. Architekt war Wassyl Heorhijowytsch Hnjesdylow. Die Gesamthöhe des Denkmals beträgt 11,5 Meter.
Das Denkmal spielt eine bedeutende Rolle im Stadtbild und ist ein beliebtes Fotomotiv. Aus dem nahe liegenden Standesamt im „Palast der Kultur“ kommen frisch vermählte Ehepaare hierher, und sich vor dem „Denkmal der drei Pferde“, wie die Skulpturengruppe im Volksmund genannt wird, fotografieren zu lassen und Blumen zu seinen Füßen nieder zu legen.